# Tatár Autonóm Szovjet Szocialista Köztársaság
A Tatár Autonóm Szovjet Szocialista Köztársaság (rövidítve Tatár ASZSZK) az Oroszországi Szovjet Szövetségi Szocialista Köztársaság egyik autonóm köztársasága volt 1920 és 1991 között. Székhelye Kazany volt.

## Története
A Volga-Uráli Állam megszűnését követően szükségessé vált egy, vagy több autonóm köztársaság létrehozása. Lenin és a moszkvai bolsevikok sokáig tárgyaltak az autonómia létrehozásáról. A tatár autonómia hivatalosan 1920-ban jött létre Központi Végrehajtó Bizottság beleegyezésével, Autonóm Tatár Szocialista Szovjet Köztársaság néven. 1937. június 25-én, a rendkívüli XI. Szovjet Kongresszuson, a sztálinista alkotmány szellemében, az autonómia elnevezését Tatárföldi Autonóm Szovjet Szocialista Köztársaságra módosították. Az idők folyamán többször is felmerült a Tatár ASZSZK teljes jogú SZSZK-á alakítása, többek között a Szovjetunió megalakulásakor (1922), új alkotmányok kiadásakor (1936, 1977), vagy éppen Sztálin halálakor, 1953-ban. Az 1960-as évek, mint mindenhol, a gazdaság fellendülését hozta el, ez azonban a 70-es évekre lelassult. 1990. augusztus 30-án a Szovjetunió felbomlásakor a Tatár ASZSZK Legfelsőbb Tanácsa határozatot hozott Tatárföld SZSZK-á alakításáról. Mivel a moszkvai kormány ezt elutasította, a tatárok kikiáltották az országuk függetlenségét, de ezt azonnal visszavonták, hogy békés úton rendezzék a viszonyt Oroszországgal. 1991. október 18-án megváltoztatták az ország nevét Tatár Köztársaságra. 1992. május 16-án a felek békét kötöttek, így Tatárföld Oroszország egyik köztársasága lett. 

## Kormányzat
A Tatár ASZSZK megalakulása előtt az oroszországi Központi Végrehajtó Bizottság létrehozta az ideiglenes Tatár Forradalmi Bizottságot, amíg befejezik a terület közigazgatási felosztását. A Központi Végrehajtó Bizottság 1920. május 27-i, "Az Autonóm Tatár Szocialista Szovjet Köztársaság létrehozása" című rendeletének második bekezdése szerint az autonómia államhatalmi szervezetei a Központi Végrehajtó Bizottságától és az Népbiztosok Tanácsától függött és azoknak tartozott felelősséggel. 1920. június 25-én a kazanyi Végrehajtó Bizottság teljes mértékben átruházta a hatalmat a helyi kormányra. Július 11-én a helyi tatár politikusok kifogásolták az ASZSZK kialakított határait, emiatt felállítottak egy döntőbizottságot, amelynek és szeptember 11-ig meg kellett határoznia a Tatár ASZSZK új határait úgy, hogy a feleknek az a legkedvezőbben hasson. A Tatár Forradalmi Bizottság fő feladata a helyi szovjet kongresszus előkészítése volt. A Tatár Végrehajtó Bizottság elnökségét 1920. szeptember 26-27-én nevezték ki, amikor megalakult az első tatár kormány. Az autonómia legnagyobb kormányzati szerve a Tatár Kongresszus volt, amelynek tagjait a választásokon jelölték ki a Központi Végrehajtó Bizottság beleegyezésével. Ezenkívül a Tatár ASZSZK-t 11 képviselő képviselte a Szovjetunió Legfelsőbb Szovjet Nemzetiségi Tanácsában. A Tatár Autonóm Szovjet Szocialista Köztársaság 1938-as alkotmányának elfogadásával megszüntették a Kongresszust, és a köztársaság új legfelsőbb szervezete a Legfelsőbb Tanács lett, amelynek tagjait 4 évre választottak. 1995-ben a Legfelsőbb Tanácsot átalakították a Tatár Köztársaság Államtanácsává.

### A Tatár Kongresszus elnökei
Az 1938-as alkotmány életbe lépéséig a Kongresszus elnökei töltötték be a vezetői címet. 1938 után, ennek a hivatalnak a megszűnése után a Legfelsőbb Tanács elnökei lettek az ASZSZK vezetői.
| Név                                   | Hivatali idő kezdete | Hivatali idő vége |
| ------------------------------------- | -------------------- | ----------------- |
| Burhan Manszurov                      | 1920                 | 1921              |
| Rauf Ahmediovics Szabirov             | 1921                 | 1924              |
| Szajgardan Szajgardanovics Szamaradov | 1924                 | 1927              |
| Minnigari Ahmecin                     | 1927                 | 1929              |
| Harris Ibrahimovics Mrathuszin        | 1929                 | 1932              |
| Migdat Jagudin                        | 1932                 | 1934              |
| Gumer Bajcsurin                       | 1934                 | 1937              |
| Dalej Dinmukhametov                   | 1937                 | 1938              |
| Galej Afzaletdinovics Dinmukametov    | 1938                 | 1951              |
| Saldzsah Nizamovics Nizamov           | 1951                 | 1959              |
| Kamil Fasziv Fatykovics               | 1959                 | 1960              |
| Szalih Batyev                         | 1960                 | 1983              |
| Anvar Bagadinov                       | 1983                 | 1985              |
| Szamil Musztajev                      | 1985                 | 1990              |
| Mintimer Szaimiev                     | 1990                 | 1991              |

## Demográfiai adatok
| Etnikai csoport | 1926                 | 1939                 | 1959                 | 1970                 | 1979                 | 1989                 |
| --------------- | -------------------- | -------------------- | -------------------- | -------------------- | -------------------- | -------------------- |
| Tatárok         | 1 263 400 fő (48,7%) | 1 421 500 fő (48,8%) | 1 345 200 fő (47,2%) | 1 536 400 fő (49,1%) | 1 641 600 fő (47,6%) | 1 765 400 fő (48,5%) |
| Kriasenek       | 99 000 fő (3,8%)     | -                    | -                    | -                    | -                    | -                    |
| Oroszok         | 1 118 800 fő (43,1%) | 1 250 700 fő (42,9%) | 1 252 400 fő (43,9%) | 1 328 700 fő (42,4%) | 1 516 000 fő (44,0%) | 1 575 400 fő (43,3%) |
| Csuvasok        | 127 300 fő (4,9%)    | 138 900 fő (4,8%)    | 143 600 fő (5,0%)    | 153 500 fő (4,9%)    | 147 100 fő (4,3%)    | 143 200 fő (3,7%)    |
| Ukránok         | 3100 fő              | 13 100 fő            | 16 100 fő            | 16 900 fő            | 28 600 fő            | 32 800 fő            |
| Mordvinok       | 35 100 fő (1,4%)     | 43 761 fő (6,3%)     | 69 834 fő (9,8%)     | 74 939 fő (7,0%)     | 73 612 fő (6,4%)     | 78 395 fő (6,2%)     |
| Udmurtok        | 35 100 fő (1,4%)     | 35 800 fő (1,2%)     | 32 900 fő (1,2%)     | 31 000 fő            | 29 900 fő            | 28 900 fő            |
| Marik           | 13 100 fő            | 14 000 fő            | 13 500 fő            | 15 600 fő            | 16 800 fő            | 19 400 fő            |
| Baskírok        | 1800 fő              | -                    | -                    | 2900 fő              | 9300 fő              | 19 100 fő            |
| Fehéroroszok    | -                    | 2300 fő              | 4100 fő              | 4300 fő              | 7100 fő              | 8400 fő              |
| Zsidók          | 4300 fő              | 6100 fő              | 10 400 fő            | 9500 fő              | 8700 fő              | 7300 fő              |
| Örmények        | 100 fő               | 400 fő               | 600 fő               | 500 fő               | 1200 fő              | 1800 fő              |
| Azeriek         | -                    | 100 fő               | 300 fő               | 400 fő               | 1300 fő              | 3900 fő              |